# بی اسپرینگز (میسیسیپی)
بی اسپرینگز (به انگلیسی: Bay Springs) شهری در ایالت میسیسیپی کشور ایالات متحده آمریکا است که جمعیت آن در سرشماری سال ۲۰۱۰ میلادی، ۱٬۷۸۶
نفر بوده‌است.